# Stresa
Stresa település Olaszországban. Lakosainak száma 4599 fő (2023. január 1.). Stresa Baveno, Belgirate, Brovello-Carpugnino, Gignese, Gravellona Toce, Laveno-Mombello, Omegna, Verbania, Leggiuno és Lesa községekkel határos.

## Népesség
A település népességének változása:
| Lakosok száma | 4957 | 4913 | 4599 |
|               | 2017 | 2018 | 2023 |